# Conrad Olsen
Conrad Olsen, född 6 juli 1891 i Bergen, död 19 oktober 1970 i Bærum, var en norsk roddare.
Olsen blev olympisk bronsmedaljör i åtta med styrman vid sommarspelen 1920 i Antwerpen.